# Cephalotes basalis
Espèce
Cephalotes basalis est une espèce de fourmis arboricoles du genre Cephalotes, caractérisée par une tête surdimensionnée et plate ainsi que des pattes plus plates et plus larges que leurs cousines terrestres,. On la trouve principalement en Amérique centrale.